# José Carlos Mainer
José-Carlos Mainer Baqué (Zaragoza, 1944) es un historiador de la literatura y crítico literario español, doctor en filología española y catedrático jubilado de la Universidad de Zaragoza.

## Trayectoria
José-Carlos Mainer fue profesor en las Universidades Central y Autónoma de Barcelona y en la Universidad de La Laguna de Tenerife, antes de pasar a la Universidad de Zaragoza. Ha dado conferencias en toda Europa, en América del Norte y del Sur, y colabora en la crítica literaria de la prensa especializada.
Sus dos primeros libros, Falange y literatura (1971) y Literatura y pequeña burguesía en España (1890-1950) (1972), mostraron ya una intención sociológica evidente. De hecho se dice que su obra es ejemplar dentro de la historia (la historia cultural, en este caso) aunque nunca olvide que está hablando de literatura.
Fue autor, a sus treinta años, de un concepto muy divulgado: el de la edad de plata de las letras españolas, acuñado en el título del libro que publicó por primera vez en 1975: La Edad de Plata (1902–1931), obra que ha conocido varias reediciones posteriores, como en 1981 cuando amplía el arco cronológico a 1902-1939 e incluye el nuevo capítulo «VII. España, República de trabajadores». En las primeras décadas del siglo XX, tan brillantes, Mainer aprecia «un cambio enorme en el contexto general del país, en la modernización de sus estructuras sociales y económicas, y también en las expectativas con respecto a la literatura y a la función de la literatura»; en esos momentos, por un lado, «la irrupción de Ortega marca la vida cultural española, con mayor huella que por ningún otro intelectual contemporáneo»; por otro lado, llega la II República, «que era consustancial al impulso pedagógico español (con los ejemplos en la universidad, la educación, etc.)», pero que añade «una razón de carácter personal, de contacto con políticos republicanos que tenían una dimensión intelectual o que eran escritores y, en definitiva, por una especie de entusiasmo colectivo que hay en ese momento en todo el país hacia esa especie de régimen deseado durante mucho tiempo». Una Edad que fue ahogada por la Guerra Civil.
José-Carlos Mainer, por otra parte, ha realizado ediciones críticas de clásicos de la literatura española, como Juan Valera o del primer tercio del siglo XX, como Valle-Inclán, Antonio Machado, Pío Baroja, así como de autores más recientes: Ramón Gómez de la Serna, Francisco Ayala, Luis Martín Santos o Carmen Martín Gaite.
En particular, su Pío Baroja, de 2012, inauguró una nueva colección de biografías, proyecto en marcha bajo el rótulo: 'Españoles eminentes'. Pretende ser una interpretación coherente cuyos centros son la naturaleza de la imaginación barojiana y su concepción del oficio; para ello, ha tomado en cuenta el escenario vital —los hogares familiares—, su permanente diálogo con la realidad española y europea —ideas, viajes, lecturas—, a la vez que la opinión de sus contemporáneos y, sobre todo, la constitución de un público de «barojianos».
Otras importantes obras suyas son La doma de la Quimera (1987); La escritura desatada. El mundo de las novelas (2001). Y una gran Historia de la literatura española (2010), dentro de uno de sus numerosos proyectos que ha impulsado. En el tomo 6 de esta nueva Historia reaparece La Edad de Plata, pero enriquecida y puesta al día.
Sobre sus actividades intelectuales posteriores, incesantes, véase su intervención en el ciclo de conferencias de la fundación MAPFRE sobre «Los intelectuales después del siglo de los intelectuales», de 2011.

## Reconocimientos y premios
En diciembre de 2002 se le concedió, en su segunda edición, el Premio de las Letras Aragonesas, otorgado por la Diputación General de Aragón.
En 2004 recibe el premio de periodismo de El Correo a los valores culturales, éticos y democráticos del País Vasco.
Coincidiendo con su jubilación como docente en la universidad de Zaragoza, se ha editado en 2011, Para Mainer de sus amigos y compañeros de viaje.

## Obras
- Falange y literatura, Barcelona, Labor, 1971; reedición, muy ampliada, Barcelona, RBA, 2013.[12]
- Literatura y pequeña burguesía en España, 1890-1950, Madrid, Cuadernos para el Diálogo, 1972.
- La Edad de Plata, 1902-1931, Barcelona, Los Libros de la Frontera, 1975; reedición ampliada, extendiendo el campo de estudio al período 1902-1939 ─añade el «Capítulo VII España, República de trabajadores»─, Madrid, Cátedra, 1981. Nueva edición en Taurus, 2025.
- Análisis de una insatisfacción: las novelas de Wenceslao Fernández Flórez, Madrid, Castalia, 1975.
- Labordeta, Júcar, 1978.
- Atlas de la literatura latinoamericana, Barcelona, Jover, 1978.
- Regionalismo, burguesía y cultura: Revista de Aragón (1900-1905) y Hermes (1917-1922), Zaragoza, Guara, 1982.
- Historia, literatura, sociedad, Madrid, Instituto de España/Espasa-Calpe, 1988.
- La doma de la Quimera, Barcelona, UAB, 1988; reedición ampliada en Frankfurt/Madrid, Vervuert/Iberomericana, 2004.
- La corona hecha trizas, 1930-1960, Barcelona, PPV, 1989;[13] reedición ampliada, Barcelona, Crítica, 2008.
- De posguerra, 1951-1990, Barcelona, Crítica, 1994.[14]
- Ramón J. Sender la búsqueda del héroe, Zaragoza, Caja de Ahorros de la Inmaculada, 1999.
- Benjamín Jarnés, Zaragoza, Caja de Ahorros de la Inmaculada, 2000.
- La escritura desatada. El mundo de las novelas, Madrid, Temas de hoy, 2001.
- La filología en el purgatorio. Los estudios literarios en torno a 1950, Barcelona, Crítica, 2003.
- Tramas, libros, nombres: para entender la literatura española, 1944-2000, Barcelona, Anagrama, 2005.[15][16]
- Años de vísperas. La vida de la cultura española, 1931-1939, Madrid, Espasa-Calpe, 2006.[17]
- Moradores de Sansueña (lecturas cervantinas de los exiliados republicanos de 1939), Valladolid, Universidad de Valladolid, 2006.
- Historia de la literatura española (director), 9 vols., Barcelona, Crítica, 2010-2013.
- Pío Baroja, Madrid, Taurus, 2012.[18]
- Historia mínima de la literatura española, Madrid-México, Turner-El Colegio de México, 2014.[19]
- Periferias de la literatura, Madrid, Fórcola, 2018.

En coautoría
- El aprendizaje de la libertad. La cultura de la transición,Madrid,  Alianza, 2000; junto con Santos Juliá.
- Breve historia de la literatura española, Madrid, Alianza, 2012, ISBN 978-84-206-3403-6; junto con Carlos Alvar Menéndez y Rosa Navarro Durán.
- Los pasos del solitario. Dos cursos sobre Ramón J. Sender en su centenario, Zaragoza, Instituto Fernando el Católico, 2004; junto con Javier Delgado y José M. Enguita Utrilla.
- Los textos del 98, Valladolid, Secretariado de Publicaciones de la Universidad de Valladolid, 2002; con Juan Carlos Ara.

Como editor y compilador
- Volvoreta de Wenceslao Fernández Flórez, Madrid, Cátedra, 1980.
- Inventario de la modernidad de Fernando Vela, Gijón, Ediciones Noega, 1983.
- Claves líricas de Ramón María del Valle-Inclán, Madrid, Espasa-Calpe, 1991.
- Muertes de perro de Francisco Ayala, Barcelona, Vicens Vives, 1993.
- El bosque animado de Wenceslao Fernández Flórez, Madrid, Espasa-Calpe/Austral, 1994.
- Obras completas de Pío Baroja (16 vols.), Barcelona, Círculo de Lectores/Galaxia Gutenberg, 1998.
- Poesía de Antonio Machado, Barcelona, Vicens Vives, 2001.
- Cuerpos presentes de Max Aub, Segorbe, Fundación Max Aub, 2001.
- Entre dos siglos, literatura y aragonesismo, Zaragoza, Instituto Fernando el Católico, 2002.
- Prosa crítica de Benito Pérez Galdós, Madrid: Espasa-Calpe/Biblioteca Universal, 2004.
- Casticismo, nacionalismo y vanguardia (Antología, 1927-1935) de Ernesto Giménez Caballero, Madrid, Fundación Santander Central Hispano, 2005.
- Cajal, una reflexión sobre el papel social de la ciencia, Zaragoza, Instituto Fernando el Católico, 2006.
- 1001 libros que debes leer antes de morir, 2006.
- La isla de los 202 libros, una biblioteca hispánica, Debolsillo, 2008.

## Sobre Mainer
- Para Mainer de sus amigos y compañeros de viaje, Granada, Comares, 2011.